# Harper Leeová
Nelle Harper Leeová (28. dubna 1926, Monroeville, Alabama, USA – 19. února 2016, Monroeville) byla americká spisovatelka a redaktorka. Roku 1959 publikovala svůj román Jako zabít ptáčka (angl.: To Kill a Mockingbird), který se hned po vydání stal bestsellerem. Román popisuje hrubé mezirasové vztahy mezi barevnou („chudou“) vrstvou obyvatelstva a bílou („bohatou“) vrstvou obyvatelstva, které nejbouřlivěji panovaly v době velké hospodářské krize na jihu USA. Harper Leeová za toto jedinečné dílo, které prorazilo nespočet společenských hranic, získala roku 1961 Pulitzerovu cenu za literaturu.

## Život
Narodila se v Monroeville jako vzdálený příbuzný Roberta E. Leea, jižanského generála občanské války. Její otec byl právník (jeden z jeho případů ji inspiroval při psaní její nejslavnější knihy), matka trpěla psychickou nemocí, patrně bipolární afektivní poruchou, a prakticky nikdy nevycházela z domu.
Harper byla velmi rozpustilé děvče a tzv. „předčasně vyspělý čtenář“, což svědčí o její psychické vyzrálosti a o chápání reality v době, kdy ji sužovala puberta. Jejím dobrým přítelem v dětství byl Truman Capote, s kterým si skvěle rozuměla, protože oba dva měli spisovatelské vlohy.
Harpeřin otec byl bývalý redaktor novin i jejich majitel. Poté sloužil jako státní senátor a jako právník v Monroeville. Harper studovala právo na univerzitě v Alabamě od roku 1945, ale nedostudovala. Během studia napsala pár studentských publikací a podílela se na studentském časopise. Nějakou dobu strávila jako výměnný student na Oxfordské univerzitě. Šest měsíců před ukončením studia odešla do New Yorku, aby se mohla plně věnovat své literární kariéře. V mezičase pracovala jako úřednice letecké společnosti Eastern Air Lines a British Airways.
V roce 1959 s pomocí svého dávného přítele Trumana Capota (pro nějž pracovala v té době jako rešeršistka při přípravě románu Chladnokrevně) vydala svůj román Jako zabít ptáčka. Nečekaný úspěch debutantky posléze vedl k pomluvám, že skutečným autorem knihy je Capote. Ty byly později vyvráceny za pomoci Capotovi korespondence příbuzným z té doby. Tyto pověsti přiživovala skutečnost, že po vydání svého bestselleru Leeová dlouhé roky nevydala další beletristickou knihu. Až rok před smrtí vydala druhý román Jdi, postav hlídku. V roce 2007 byla autorka vyznamenána Prezidentskou medailí svobody.

## Jako zabít ptáčka
Děj se odehrává v malém městě Maycomb v době hospodářské krize. Atticus Finch, právník a otec, obhajuje černocha Toma Robinsona, který je neprávem obviněn ze znásilnění bílé dívky Mayelly Ewell. Charaktery a jména některých postav jsou čerpána z reálného života – Finch bylo rodné jméno Harperiiny matky a Truman Capote byl „zvěčněn“ v charakteru postavy Charlese Bakera 'Dilla' Harrise.
Románu, jenž je řazen k jižanské gotice, se prodalo celosvětově přes 40 milionů výtisků. Aaron Sorkin knihu roku 2018 adaptoval do divadelní podoby.